# Metisella malgacha
The Grassveld Sylph (Metisella malgacha) là một loài bướm ngày thuộc họ Hesperiidae. Nó được tìm thấy ở the Cape, Orange Free State, Lesotho, Transvaal, and KwaZulu-Natal ở Nam Phi.
Sải cánh dài 25–29 mm đối với con đực and 27–31 mm đối với con cái.
Bướm bay giữa tháng 8 và tháng 5 làm nhiều đợt hoặc tháng 12 đến tháng 1 ở những vùng cao.
Ấu trùng ăn Ehrharta erecta.

## Phụ loài
- Metisella malgacha malgacha
- Metisella malgacha orina Vári, 1976